# Белоконь, Пётр Ксенофонтович
Пётр Ксенофонтович Белоконь (6 августа 1917, Волчиха, Алтайская губерния — 4 января 1973, Волчиха, Алтайский край) — старший сержант Рабоче-крестьянской Красной Армии, участник Великой Отечественной войны, Герой Советского Союза (1945).

## Биография
Пётр Белоконь родился 6 августа 1917 года в селе Волчиха (ныне — Алтайского края) в крестьянской семье. Получил начальное образование, после чего работал в колхозе. В июне 1941 года был призван на службу в Рабоче-крестьянскую Красную Армию. С мая 1942 года — на фронтах Великой Отечественной войны. В 1943 году вступил в ВКП(б). К июлю 1944 года старший сержант командовал орудием 117-го истребительно-противотанкового дивизиона 41-й стрелковой дивизии 69-й армии 1-го Белорусского фронта. Отличился во время освобождения западной Украины.
21 июля 1944 года, во время боя у деревни Биндюга Любомльского района Волынской области Украинской ССР, Белоконь выкатил орудие на прямую наводку и уничтожил миномётную батарею, орудие и три пулемётных дзота. Белоконь первым из своего подразделения переправился через Западный Буг, принял участие в разминировании, в ходе которого обезвредил 90 мин.
Указом Президиума Верховного Совета СССР от 21 февраля 1945 года старший сержант Пётр Белоконь был удостоен высокого звания Героя Советского Союза с вручением ордена Ленина и медали «Золотая Звезда».
После окончания войны был демобилизован. Вернулся в родное село, где работал в колхозе. Умер 4 января 1973 года.
Был также награждён орденами Отечественной войны 2-й степени и Красной Звезды, а также рядом медалей.
В селе Волчиха его именем названа одна из улиц. 